# Tarvis Williams
Tarvis Williams (22. ledna 1978) je americký basketbalista hrající českou Národní basketbalovou ligu za tým BK Děčín. Hraje na pozici pivota, případně křídla. Je vysoký 205 cm, váží 92 kg.

## Kariéra
- 1997 – 2001 : Hampton University (USA – NCAA)
- 2001 – 2002 : Shanghai Sharks (čínská liga)
- 2002 – 2003 : Wölfen Mittledeutscher BC (německá liga)
- 2003 – 2004 : Fayettenville Patriots (USA – NBDL)
- 2003 – 2004 : Sigal Priština
- 2004 – 2005 : BK Děčín
- 2005 – 2006 : Olympique Antibes (francouzská 2. liga)
- 2005 – 2006 : Ramat Hasharon (izraelská liga)
- 2006 – 2007 : Mlékárna Kunín
- 2007 – 2008 : BK Synthesia Pardubice
- 2008 – 2009 : BK Děčín
- 2009 – 2010 : JSA Bordeaux Basket (francouzská 1. liga)
- 2010 – 2011 : BC Prievidza (slovenská extraliga) a BG Karlsruhe (německá ProA liga)
- 2011 – 2012 : BK Děčín

## Statistiky v NBL
| Sezóna   | Soutěž      | Odehrané minuty | Průměr na zápas | Body | Průměr na zápas |
| -------- | ----------- | --------------- | --------------- | ---- | --------------- |
| 2004/05  | Mattoni NBL | 1273.3          | 34.4            | 608  | 16.4            |
| 2004/05  | Český pohár | 36.1            | 36.1            | 12   | 12.0            |
| 2006/07* | Mattoni NBL | 549.7           | 28.9            | 287  | 15.1            |

 *Rozehraná sezóna - údaje k 20.1.2007

## Statistiky ve Slovenské extralize
| Sezóna  | Zápasy | Odehrané minuty | Průměr na zápas | Body | Průměr na zápas |
| ------- | ------ | --------------- | --------------- | ---- | --------------- |
| 2010/11 | 8      | 254             | 31,8            | 140  | 17,5            |